# Grafkelder van Nassau-Idstein

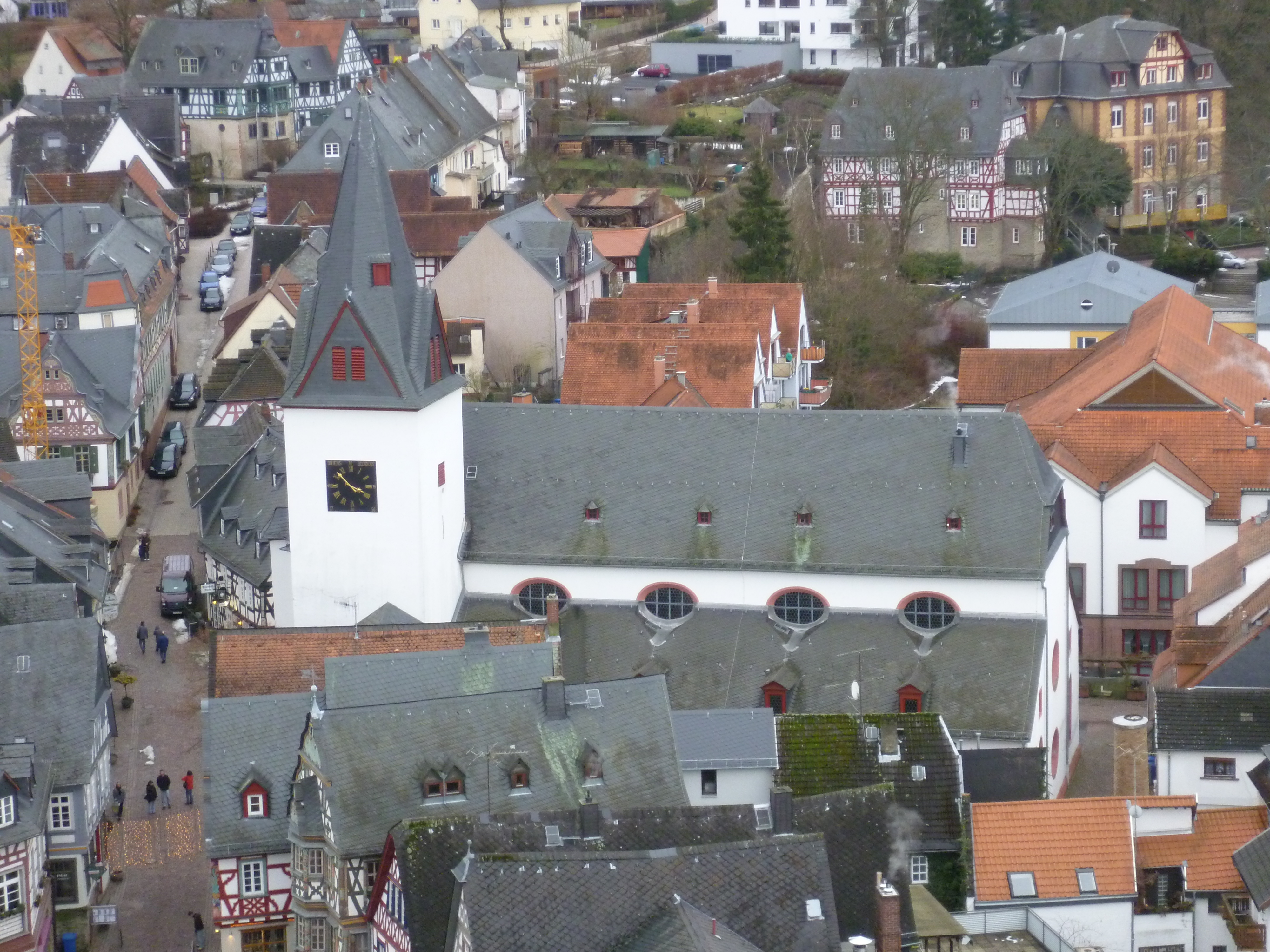
De Uniekerk te Idstein

De grafkelder van Nassau-Idstein is een grafkelder in de Uniekerk te Idstein. Deze kerk werd eeuwenlang gebruikt als de laatste rustplaats voor de leden van de zijtakken Nassau-Wiesbaden-Idstein en Nassau-Idstein van het Huis Nassau. De grafkelder bevat alleen de kisten van de laatste bijgezette personen, de overigen werden voordien bij het altaar begraven. Nassau-Idstein was een graafschap, dat tot het Boven-Rijnse Kreits hoorde binnen het Heilige Roomse Rijk en dat op 4 augustus 1688 tot vorstendom werd verheven.

## Grafmonumenten
Behalve de grafkelder bevat de kerk ook een aantal grafmonumenten van leden van het Huis Nassau. Links en rechts van het altaar bevinden zich de grafmonumenten van respectievelijk George August Samuel van Nassau-Idstein en Karel Lodewijk van Nassau-Saarbrücken. De oudere grafmonumenten hebben de tand des tijds niet allemaal even goed doorstaan, sommige zijn zwaar gehavend, andere zijn compleet verdwenen.

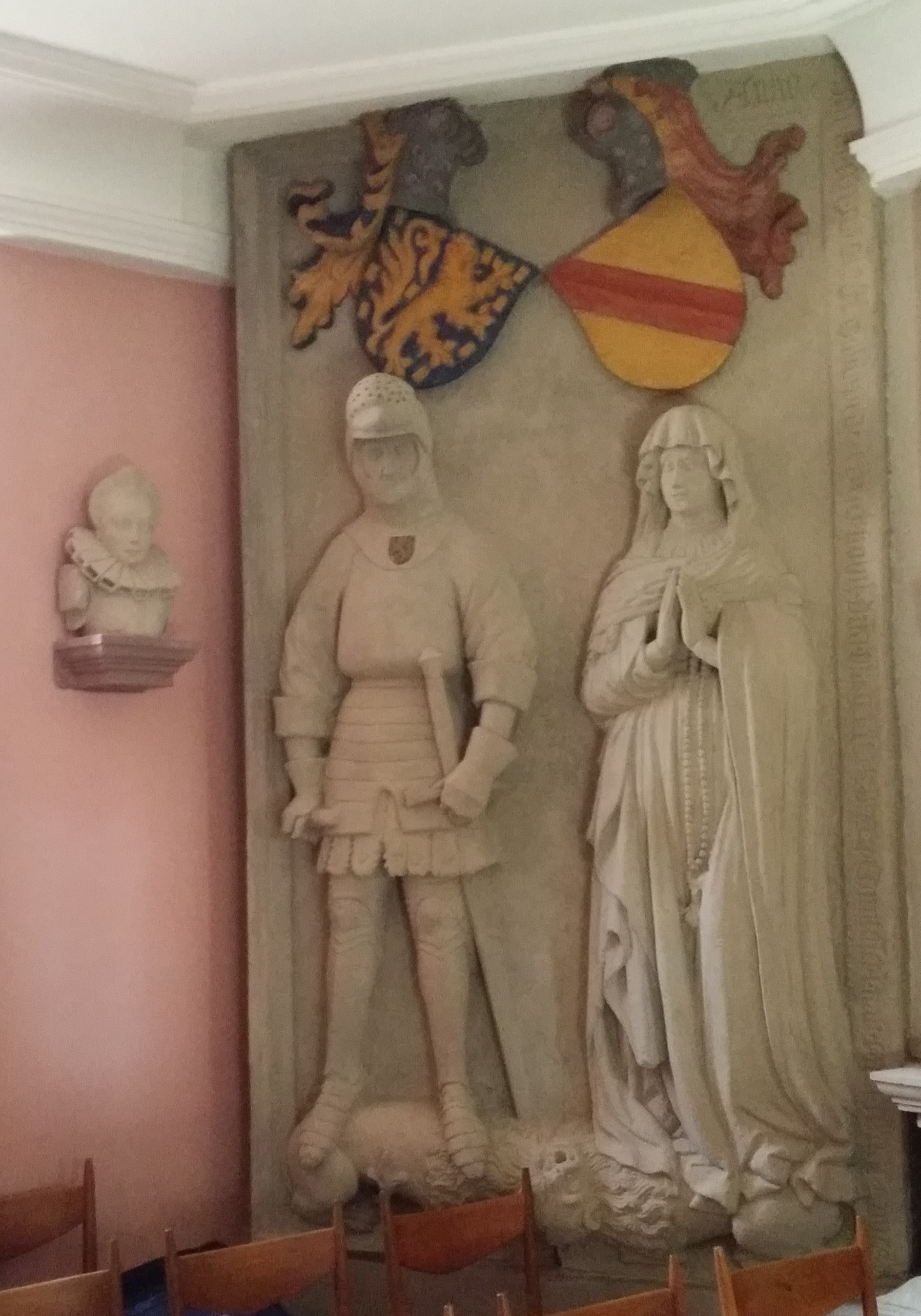
Grafmonument voor Adolf II en Margaretha van Baden
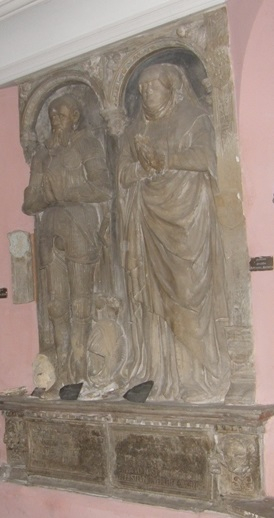
Grafmonument voor Filips “der Altherr” en Adriana de Glymes
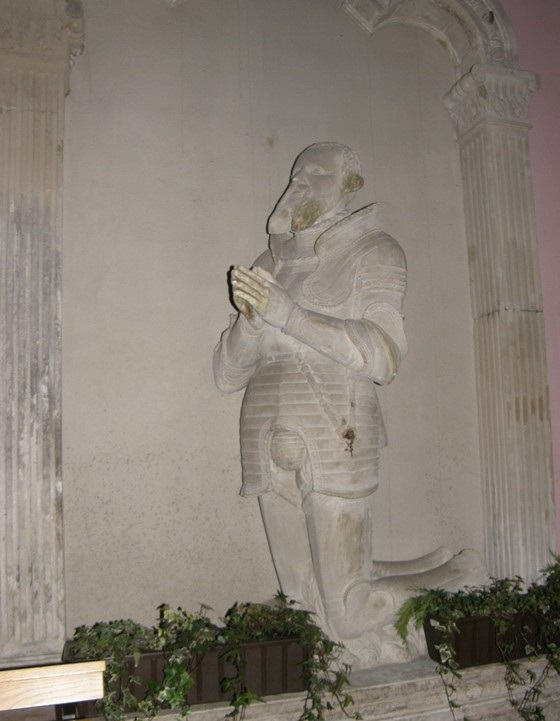
Grafmonument voor Adolf IV
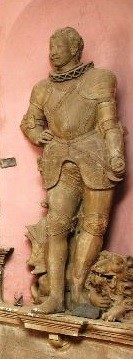
Grafmonument voor Johan Lodewijk I

## Begravenen
Hieronder een lijst met namen van de personen die in de Uniekerk zijn bijgezet:
| Nr. | Naam                                         | Geboren        | Overleden       | Begraven   | Bijzonderheden                                         |
| --- | -------------------------------------------- | -------------- | --------------- | ---------- | ------------------------------------------------------ |
| 1.  | Walram IV van Nassau-Wiesbaden-Idstein       | 1348 of 1354   | 7-11-1393       |            |                                                        |
| 2.  | Bertha van Westerburg                        |                | 24-12-1418      |            | echtgenote van Walram IV van Nassau-Wiesbaden-Idstein  |
| 3.  | Adolf II van Nassau-Wiesbaden-Idstein        | 1386           | 26-7-1426       |            |                                                        |
| 4.  | Margaretha van Baden                         | 25-1-1404      | 7-11-1442       |            | echtgenote van Adolf II van Nassau-Wiesbaden-Idstein   |
| 5.  | Maria van Nassau-Siegen                      | 2-2-1418       | 11-10-1472      |            | echtgenote van Johan van Nassau-Wiesbaden-Idstein      |
| 6.  | Johan van Nassau-Wiesbaden-Idstein           | 1419           | 9-5-1480        |            |                                                        |
| 7.  | Filips van Nassau-Idstein                    | 1450           | 16-6-1509       |            |                                                        |
| 8.  | Adriana van Glymes                           | 9-3-1495       | 27-6-1524       |            | echtgenote van Filips I van Nassau-Wiesbaden           |
| 9.  | Margaretha van Palts-Zweibrücken             | 10-7-1456      | 7-9-1527        |            | echtgenote van Filips van Nassau-Idstein               |
| 10. | Adolf IV van Nassau-Idstein                  | 1518           | 5-1-1556        |            |                                                        |
| 11. | Filips I van Nassau-Wiesbaden                | 26-4-1492      | 6-6-1558        |            |                                                        |
| 12. | Balthasar van Nassau-Idstein                 | 1520           | 11-1-1568       |            |                                                        |
| 13. | Johan Lodewijk I van Nassau-Idstein          | 1567           | 20-6-1596       |            |                                                        |
| 14. | Johan Filips van Nassau-Idstein              | 26-3-1595      | 29-8-1599       |            |                                                        |
| 15. | Sophia Amalia van Nassau-Weilburg            | 17-6-1594      | 10-5-1612       |            | dochter van Lodewijk II van Nassau-Weilburg            |
| 16. | Sibylla Magdalena van Baden-Durlach          | 22-7-1605      | 24/25-12-1644   |            | 1e echtgenote van Johan van Nassau-Idstein             |
| 17. | Lodewijk Frederik van Nassau-Idstein         | 2-11-1633      | 1-10-1656 n.s.  |            | zoon van Johan van Nassau-Idstein                      |
| 18. | George Willem van Nassau-Idstein             | 6-9-1656       | 21-7-1657       |            | zoon van Johan van Nassau-Idstein                      |
| 19. | Johan van Nassau-Idstein                     | 5-2-1638       | 13-10-1658      |            | zoon van Johan van Nassau-Idstein                      |
| 20. | Ernestina van Nassau-Weilburg                | 24-3-1584      | 20-10-1665      | ..-11-1665 | dochter van Albrecht van Nassau-Weilburg               |
| 21. | Anna van Leiningen-Dachsburg                 | 15-5-1625 o.s. | 14-12-1668 o.s. |            | 2e echtgenote van Johan van Nassau-Idstein             |
| 22. | Johan van Nassau-Idstein                     | 24-11-1603     | 23-5-1677 o.s.  |            |                                                        |
| 23. | Frederik Ernst van Nassau-Idstein            | 27-8-1689      | 21-3-1690       | 22-3-1690  | zoon van George August Samuel van Nassau-Idstein       |
| 24. | Charlotte Eberhardina van Nassau-Idstein     | 16-7-1692 o.s. | 6-2-1693        | 8-2-1693   | dochter van George August Samuel van Nassau-Idstein    |
| 25. | Frederik August van Nassau-Idstein           | 30-4-1702      | 30-1-1703       | 1-2-1703   | zoon van George August Samuel van Nassau-Idstein       |
| 26. | George August Samuel van Nassau-Idstein      | 26-2-1665 o.s. | 26-10-1721      | 13-1-1722  |                                                        |
| 27. | Charlotte van Nassau-Idstein                 | 17-3-1710      | 4-11-1721       |            | dochter van George August Samuel van Nassau-Idstein    |
| 28. | Elisabeth Francisca Maria van Nassau-Idstein | 17-9-1708      | 7-11-1721       |            | dochter van George August Samuel van Nassau-Idstein    |
| 29. | Karel Lodewijk van Nassau-Saarbrücken        | 6-1-1665       | 6-12-1723       | 21-12-1723 |                                                        |
| 30. | Henriette Dorothea van Oettingen-Oettingen   | 14-2-1672 o.s. | 18-5-1728       | 21-5-1728  | echtgenote van George August Samuel van Nassau-Idstein |

## Meer grafkelders
- Lijst van grafkelders van het huis Nassau